# Международная федерация рассеянного склероза
Международная федерация рассеянного склероза (англ. Multiple Sclerosis International Federation, MSIF) — организация, созданная в 1967 году в качестве международного связующего органа для координации деятельности национальных обществ по борьбе с рассеянным склерозом по всему миру.
Международная федерация рассеянного склероза тесно работает с членами международного научного сообщества с целью устранения рассеянного склероза и его последствий.
Федерация объединяет работу организаций по борьбе с рассеянным склерозом, чтобы помочь людям, затронутым данным заболеванием, по всему миру. Как следует из информации на сайте организации цели деятельности выражаются в укреплении этих организаций в странах, где мало поддержки для людей с рассеянным склерозом. 
Международная федерация рассеянного склероза:

 «Мы выступаем за повышение осведомленности о болезни, предоставляем информацию нашим членам и поддерживаем международные исследования в области более эффективных методов лечения и способов борьбы с болезнью.» 
В 2017 году, к 50-летию движения, Международная федерация рассеянного склероза, запустила новую пятилетнюю стратегию:
- Лучшее научное понимание, ведущее к новым способам лечения, профилактики и остановки рассеянного склероза;
- Улучшенный доступ к эффективным методам лечения и медицинской помощи;
- Доступ к точной и достоверной информации и ресурсам для принятия обоснованных решений;
- Положительные изменения в политике и практике. Отношения и поведение, которые мешают жить людям с рассеянным склерозом;
- Более сильное и широкое движение федерации, состоящее из эффективных организаций, вовлеченных людей и стратегического международного сотрудничества.